# Adam Stecki
Adam Stecki herbu Radwan – łowczy kijowski w latach 1717-1752, rotmistrz królewski.
Poseł województwa kijowskiego na sejm 1746 roku.